# Danske Slægtsforskere
I maj 2018 blev foreningen Danske Slægtsforskere stiftet gennem fusionen af DIS- Danmark og Sammenslutningen af Slægtshistoriske Foreninger. Det er Danmarks største enkeltforening af slægtsforskere, idet foreningen har over 7.000 medlemmer.

## Historie
DIS-Danmark opstod som en afdeling af Samfundet for dansk genealogi og Personalhistorie i 1987, hvor det første nummer af Slægt & Data udkom. I 1988 blev DIS-Danmark en selvstændig forening med ca. 300 medlemmer. I 2011 var foreningen vokset til 7.000 medlemmer.
Foreningen har lokalforeninger i hele Danmark, men samarbejder også med andre lokalhistoriske og slægtshistoriske foreninger.

## Formål
Formålet med foreningen er ifølge vedtægterne, at skabe et forum for databehandling i slægts-, personal- og lokalhistorie ved:
- at afholde foredrag, møder og anden oplysningsvirksomhed,
- at medvirke til at gøre kilder tilgængelige i elektronisk form,
- at samarbejde nationalt og internationalt med andre foreninger
- at udbrede kendskabet til informationsteknologi i slægts-, personal- og lokalhistorie
- at have et internationalt samarbejde med andre foreninger med tilsvarende formål om informationsteknologi
- at udgive bladet Slægt & Data og evt. andre former for publikationer.

## Lokalforeninger
Denne liste er ufuldstændig; hjælp gerne med at udfylde den.
Der er over 40 lokalforeninger tilknyttet Danske Slægtsforskere:
- Slægtshistorisk Forening, Århus: Er Danmarks ældste slægtshistoriske forening, stiftet i 1957.
- DIS Sokkelund Herred: Sokkelund Herreds Genealogiske Forening blev stiftet i 2000.
- Danske Slægtsforskere Odense: Stiftet i 2005, de har bl.a. udgivet bogen "Gotisk - lær at læse og skrive gotisk" (2013), ISBN 978-87-996740-0-8.
- Danske Slægtsforskere Aalborg: Stiftet i 2010, de har bl.a. et samarbejde med Aalborg Bibliotekerne og HistorieAalborg.